# Николаевка (Ставропольский край)
Николаевка — исчезнувший хутор в Петровском районе Ставропольского края России. Снят с учета 31.12.1966 г.

## География
Хутор располагался на реке Большая Кугульта в 4,5 км к юго-западу от села Мартыновка.

## История
Лютеранский хутор Николаевка основан 12 семьями переселенцев из Бессарабии. Земли 1739 дес. (1911). Виноградарство и садоводство. Нач. школа, красн. уголок (1926). Лютеранский приход Ставрополь.
До 1917 входил в состав Благодатенской волости Ставропольского уезда Ставропольской губернии; в советский период в составе Шпаковского (Михайловский), затем Виноделенского (Ипатовский)  районов Орджоникидзевского края. Снят с учета 31.12.1966 г. как населённый пункт входящий в состав Петровского района.

## Население[2]
| Год     | 1917 | 1926 |
| ------- | ---- | ---- |
| Человек | 116  | 341  |

В 1926 г. 83% жителей хутора составляли немцы.